# Christian Benítez
Christian Rogelio „Chucho” Benítez Betancourt (ur. 1 maja 1986 w Quito, zm. 29 lipca 2013 w Doha) – ekwadorski piłkarz występujący na pozycji napastnika.
Wychowanek CD El Nacional, z którym w 2005 roku został mistrzem Ekwadoru. Następnie przeszedł do Santos Laguny. W sezonie 2009/2010 przebywał na wypożyczeniu w Birmingham City. Latem 2011 za sumę 7,2 milionów euro przeniósł się do meksykańskiej Amériki. Razem z reprezentacją Ekwadoru awansował do MŚ w 2006 roku. Zmarł 29 lipca 2013 w wyniku powikłań powstałych po nagłym zatrzymaniu krążenia.